# Кохановка (Полтавская область)
Кохановка (укр. Коханівка) — село,
Скороходовский  поселковый совет,
Чутовский район,
Полтавская область,
Украина.
Код КОАТУУ — 5325455303. Население по переписи 2001 года составляло 443 человека.

## Географическое положение
Село Кохановка находится на расстоянии в 1 км от села Степановка и
в 1,5 км от пгт Скороходово.
По селу протекает пересыхающий ручей с запрудой.
Рядом проходят автомобильная дорога Т-1722 и
железная дорога, станция Скороходово в 2,5 км.

## История
- 2004 — изменён статус с посёлка на село.